# Blauwasser (Zeitschrift)
Das Segelmagazin Blauwasser – Leben unter Segeln erschien von 2001 bis 2010 viermal pro Jahr mit Berichten über das Langstreckensegeln. Die im Jahr 2001 auf den vielfältigen Segelzeitschriftenmarkt getretene Publikation des Hamburger Palstek-Verlags wurde weitgehend von Abonnenten bezogen und ist im deutschen Zeitschriftenhandel nur in kleiner Auflage erhältlich. Die Druckauflage betrug gemäß Verlagsauskunft 6.500 Exemplare.

## Inhalt
Der Begriff Blauwasser leitet sich von der Farbe des Meeres auf dem offenen Ozean ab und verweist auf das Blauwassersegeln, bei dem sich lange Hochsee-Törns mit Perioden des Aufenthalts in meist fernen Reiseländern abwechseln.
Autoren der Hauptbeiträge des Magazins sind überwiegend selbst Blauwassersegler, die sich mit ihrer journalistischen Arbeit einen Teil des Lebensunterhalts sichern; ihre Fahrtenberichte und Beschreibungen der Aufenthaltsländer betonen deswegen Authentizität und Aktualität. Neben den Vorzügen eines derartigen Reisens und Lebens geraten dessen Probleme und Unannehmlichkeiten nicht in den Hintergrund. Die Reportagen schildern z. B. auch die Schwierigkeiten mit der Bürokratie in den Reiseländern bei Ankunft und längerem Aufenthalt, den täglichen Überlebenskampf der dort lebenden Menschen oder die Bedrohung von Natur und Umwelt durch zerstörerischen Raubbau.
Aufmacher- und Titelstories wie vergleichbare Zeitschriften hat Blauwasser nicht, stattdessen stehen einzelne Reise- und Revierberichte gleichrangig nebeneinander und machen ungefähr zwei Drittel des redaktionellen Magazinteils aus. In Form von Logbüchern oder je nach Reisefortschritt in aktuelle Zwischenberichte zusammengefasst, finden sich in den Folgeausgaben der Blauwasser zuweilen weitere Reiseetappen der gleichen Autoren oder Crews. Technische Aspekte von Schiff und Ausrüstung sowie Bootstests fehlen nicht vollständig, sind aber vor allem in der im gleichen Verlag erscheinenden Zeitschrift Palstek überlassen, die sich vorrangig an Fahrtensegler und Bootseigner in hiesigen Revieren richtet.
Feste Rubriken der Blauwasser sind ansonsten das Editorial track chart, bookmark mit Literaturempfehlungen zu Prosa, Reise- und Sachbüchern und logbook mit Themen und Nachrichten am Rande von Meer und Segeln.